# Snipe
En Snipe er en lille tomands sejljolle, der blev designet af William F. Crosby i 1931. Den er 4,65 m lang og 1,42 m bred og skal veje minimum 193 kg. Bådens klassetegn er siluetten af en bekkasin, og dette har givet den sit navn, da snipe er det engelske navn for bekkasin. Der sejles Snipe i 26 forskellige lande, og i hele verden er der blevet konstrueret mere end 30.000 Snipes.
Den har udviklet sig til en kendt, taktisk kapsejladsjolle med kapsejladsfelter i hele verden. Dette gælder især i USA, men også i andre lande, som f.eks. Norge, findes der mange Snipes. Snipen er simpel og lille, hvilket gør den nem at sejle, men samtidig er niveauet i toppen højt. Selvom konkurrencen i toppen af Snipe-ranglisten er stor, går sejlerne også meget op i det sociale. Mange af regattaerne er derfor lige så kendte for sejladsen som for festerne. Snipe-sloganet er "Seriøs sejlads, seriøs sjov".
Snipen bliver bygget af bådebyggere rundt om i verden efter strenge regler fastsat af klasseforbundet. Disse regler sikrer at bådene trods forskellig producent er meget ens og at de alle er meget holdbare. På denne måde sikrer man at det er sejlerne og ikke udstyret, der tæller.
Snipeklassens klasseforbund heder SCIRA, hvilket er en forkortelse af the Snipe Class International Racing Association. Klasseforbundet har sit sæde i San Diego, USA og udgiver et blad ved navn Snipe Bulletin. Det udgives fire gange årligt til alle medlemmer af klasseforbundet i hele verden.

## Eksterne links
- SCIRA
- SCIRA Denmark

| Vandsport/vandtransport | Spire Denne vandsports- eller vandtransportsartikel er en spire som bør udbygges. Du er velkommen til at hjælpe Wikipedia ved at udvide den. |

- Wikimedia Commons har flere filer relateret til Snipe